# Зильберман, Яков Абрамович
Яков Абрамович Зильберман (род. 26 мая 1954, Акмолинск) — израильский шахматист, гроссмейстер (1998).
В составе сборной Израиля участник 30-й Олимпиады (1992).

## Изменения рейтинга
| Графики недоступны из-за технических проблем. См. информацию на Фабрикаторе и на mediawiki.org. |